# Marcel Vermeer
Marcel Vermeer (Nijmegen, 21 juli 1969) is een Nederlandse radiopresentator bij Regio 8, voorheen ook voor Keizerstad FM, Radio Noordzee Nationaal, Radio Gelderland, Omroep Brabant en Royaal FM.

## Loopbaan
Vermeer liep in 1991 stage bij Omroep Nijmegen voor een administratieve opleiding. Door ziekte van een presentator mocht Vermeer het programma overnemen. Dit beviel zo goed, dat hij kort daarop een eigen programma kreeg op zender. Hierna volgden onder andere Keizerstad FM en Optimaal FM.
Een paar jaar later solliciteerde hij succesvol bij Radio 10 Gold. Dit duurde echter maar kort, want toen Radio Noordzee Nationaal in 1994 in de ether mocht gaan uitzenden, maakte Marcel daar al snel zijn eerste programma. Sindsdien is hij daar nooit meer weggegaan, elf jaren lang maakte hij diverse programma's bij het station, en is daarmee het langst als radiopresentator bij Radio Noordzee werkzaam geweest. 
In september 2005 maakte Noordzee FM plaats voor Q-music. Bij dit station presenteerde hij een dagelijks programma rondom middernacht, daarna van oktober 2006 tot begin 2007 in het weekend. Na een aantal maanden afwezigheid op de radio, is hij sinds augustus 2007 werkzaam bij de regionale zender Radio Gelderland. Ook presenteerde hij sinds begin 2008 een doordeweeks programma op Radio Royaal. Dit station bestaat inmiddels niet meer.
Vanaf 2015 presenteert Vermeer ook regelmatig in het weekend voor Omroep Brabant een radioprogramma. Ook is hij een van de invallers doordeweeks. 
Vanaf 2022 presenteert hij 8chterhoek wordt wakker! op Regio8 (voorheen Optimaal FM) 